# Copelatus laticollis
Copelatus laticollis är en skalbaggsart som beskrevs av Régimbart 1899. Copelatus laticollis ingår i släktet Copelatus och familjen dykare. Inga underarter finns listade i Catalogue of Life.